# The Sea Lion
The Sea Lion er en amerikansk stumfilm fra 1921 instrueret af Rowland V. Lee.

## Medvirkende
- Hobart Bosworth som John Nelson, the Sea Lion
- Bessie Love som Blossom Nelson
- Emory Johnson som Tom Walton
- Richard Morris som Billy
- Charles Clary som Nathan Walton
- Carol Holloway som Dolly May
- Florence Carpenter som Florence